# Scorpione (costellazione)
Lo Scorpione  (in latino Scorpius, simbolo: ) è una delle 88 costellazioni moderne, ed era anche una delle 48 costellazioni elencate da Tolomeo. È una costellazione dello zodiaco; si trova tra la Bilancia ad ovest e il Sagittario ad est. L'eclittica transita solo nella parte superiore della costellazione, entrando nell'Ofiuco prima di arrivare al Sagittario. Essendo una delle più brillanti costellazioni del cielo, si individua con estrema facilità ed è uno dei principali riferimenti nel cielo stellato.

## Caratteristiche

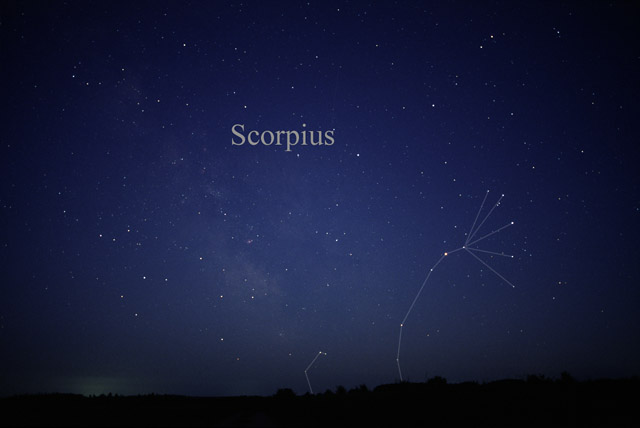
Scorpione

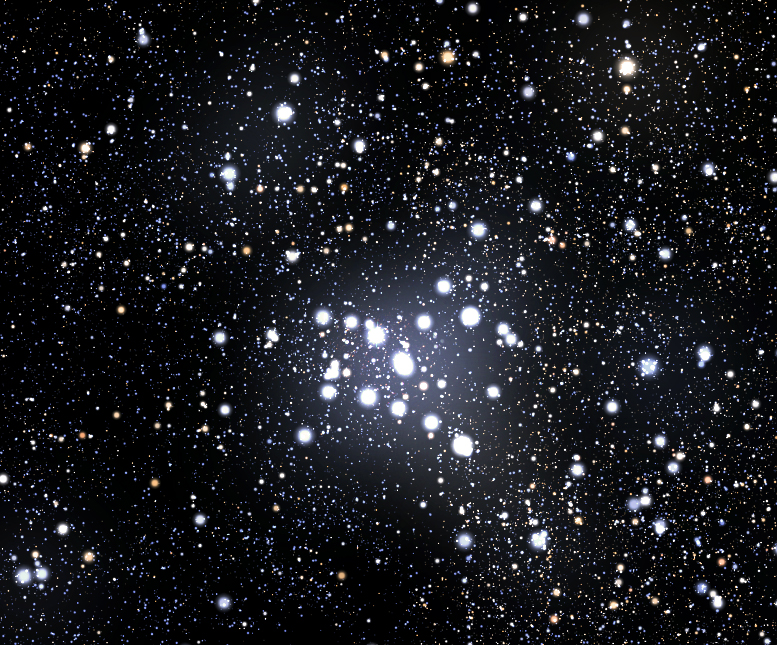
M7, un ammasso aperto molto brillante visibile nella parte meridionale dello Scorpione.

Lo Scorpione non è una costellazione particolarmente estesa, ma contiene una disposizione di stelle luminose che ben ricordano la figura di uno scorpione; si trova vicino al centro della Via Lattea, tra le costellazioni dell'Ofiuco e del Sagittario. La sua stella più appariscente è la rossa Antares, il cuore dello scorpione; lo Scorpione è inoltre la costellazione che possiede il più alto numero di stelle di magnitudine inferiore a 3,0.
La costellazione si snoda verso sudest rispetto ad Antares, dapprima con una concatenazione di stelle di seconda e terza grandezza e poi con un gruppo più raccolto nella parte più meridionale, in sovrapposizione con uno dei tratti più brillanti della Via Lattea. Lo sfondo dell'intera costellazione ad occhio nudo appare molto ricca di stelle, grazie alla presenza di alcune associazioni di stelle giovani relativamente vicine alla Terra.
Lo Scorpione è una costellazione dell'emisfero australe; dalle regioni europee è osservabile per intero solo dalle coste mediterranee, ossia a partire dal 45º parallelo nord. Nell'emisfero australe invece è ben visibile per gran parte dell'anno; i mesi migliori per la sua osservazione comunque sono quelli che corrispondono all'estate boreale, da maggio ad agosto. Nell'emisfero nord è una delle più tipiche figure dei cieli estivi: il suo tramontare subito dopo il tramonto del Sole indica che l'estate volge al termine.
Le stelle occidentali della costellazione formano un asterismo noto presso i popoli polinesiani come Grande Uncino.

### Stelle principali
- Antares(α Sco) è la stella principale: è una stella supergigante rossa, di magnitudine apparente media (è variabile) di 1,06; si trova nella parte settentrionale della costellazione, ed è parte di un'associazione stellare nota come Associazione di Antares.
- Shaula (λ Sco) è una stella azzurra di magnitudine 1,62; è la più luminosa del gruppo di stelle che forma la coda dello scorpione, nonché una delle stelle più brillanti conosciute in termini assoluti. Si trova in corrispondenza di un tratto molto intenso di Via Lattea.
- Sargas (θ Sco) è una stella gialla di magnitudine 1,86, una delle più meridionali della costellazione.
- Dschubba (δ Sco) è una delle stelle azzurre della testa, parte dell'asterismo del Grande Uncino; ha magnitudine 2,29.
- Wei (ε Sco) è una delle stelle brillanti della costellazione più vicina a noi; arancione, ha magnitudine 2,29 e possiede un elevato moto proprio.
- Girtab (κ Sco) è una stella azzurra, di magnitudine 2,39, parte della coda dello scorpione.
- Graffias (β1 Sco, nota talvolta come Acrab) è una delle stelle azzurre della testa; ha magnitudine 2,56.

Nella costellazione manca la stella γ Scorpii, che ora ricade nella vicina Bilancia (è la stella σ Librae).

### Stelle doppie

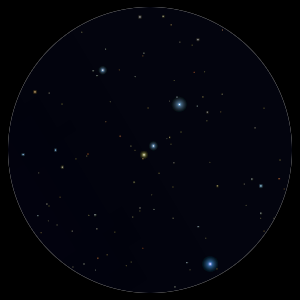
La coppia di come appare vista al binocolo.

Lo Scorpione abbonda di stelle doppie facilmente risolvibili con piccoli strumenti.
Tra le coppie non legate fisicamente, due sono osservabili anche ad occhio nudo. La più brillante è quella formata dalle stelle μ1 e μ2 Sco: si tratta di due stelle azzurre di terza magnitudine situate lungo la concatenazione che da Antares si dirige verso sud; al binocolo appaiono nettamente divise e di magnitudine molto simile. La seconda, nel gruppo della testa, è la coppia formata dalle stelle ω1 e ω2 Sco: la prima è azzurra e la seconda appare giallo-arancione, mostrando così anche un forte contrasto di colori; entrambe sono di quarta magnitudine.
Le doppie fisiche più semplici si trovano soprattutto nella parte settentrionale della costellazione.
- ξ Scorpii è una coppia formata da una stella di quarta e una di settima grandezza, separabili con un piccolo telescopio; le componenti sono una bianca e una gialla. La primaria è anche una binaria spettroscopica.
- β Scorpii (Graffias) è come la precedente una coppia in cui la componente primaria è pure una binaria spettroscopica; le componenti osservabili sono di seconda e quarta magnitudine e sono entrambe azzurre.
- ν Scorpii è un'interessante stella multipla: con un binocolo sono individuabili due stelle azzurre di quarta e sesta magnitudine separate da circa 41'; un potente telescopio è tuttavia in grado di risolvere entrambe le componenti in coppie di stelle molto strette. Tutte le componenti sono azzurre.
- Antares è una doppia molto difficile da risolvere, a causa della brillantezza della stella primaria; essa possiede una compagna di colore azzurro di quinta grandezza ad appena 2,9".

| Principali stelle doppie |                                          |                                          |             |             |                                 |           |
| Nome                     | Coordinate equatoriali all'epoca J2000.0 | Coordinate equatoriali all'epoca J2000.0 | Magnitudine | Magnitudine | Separazione (in secondi d'arco) | Colore    |
| Nome                     | AR                                       | Dec                                      | A           | B           | Separazione (in secondi d'arco) | Colore    |
| 2 Scorpii                | 15h 53m 37s                              | -25° 19′ 38″                             | 4,7         | 7,2         | 2,3                             | azz + azz |
| ξ Scorpii AB-C           | 16h 14m 22s                              | -11° 22′ 23″                             | 4,16        | 7,30        | 7,6                             | b + g     |
| β Scorpii AB-C           | 16h 05m 26s                              | -19° 48′ 20″                             | 2,62        | 4,92        | 13,6                            | azz + azz |
| ν Scorpii AB-CD          | 16h 12m 00s                              | -19° 27′ 39″                             | 4,01        | 6,30        | 41,1                            | azz + azz |
| ν Scorpii AB             | 16h 12m 00s                              | -19° 27′ 39″                             | 4,6         | 5,8         | 1,0                             | azz + azz |
| ν Scorpii CD             | 16h 12m 00s                              | -19° 27′ 39″                             | 6,9         | 7,9         | 2,3                             | azz + azz |
| HD 146836                | 16h 19m 33s                              | -30° 54′ 24″                             | 5,53        | 7,3         | 23,2                            | b + g     |
| ο Scorpii                | 16h 20m 38s                              | -24° 10′ 10″                             | 2,89        | 8,26        | 20,0                            | azz + b   |
| Antares                  | 16h 29m 24s                              | -26° 25′ 55″                             | 0,96        | 5,2         | 2,9                             | r + azz   |

### Stelle variabili
Grazie alla presenza della Via Lattea e dei suoi ricchi campi stellari, sono state scoperte centinaia di stelle variabili all'interno della costellazione. Alcune di queste sono anche alla portata di piccoli strumenti e le loro oscillazioni possono essere apprezzate con facilità.
La più brillante di queste è anche la più luminosa della costellazione, Antares: si tratta infatti di una variabile irregolare pulsante che oscilla fra le magnitudine 0,88 e 1,16; un buon metodo per individuare ad occhio nudo le sue fasi consiste nel compararne la luminosità con la stella Spica, nella costellazione della Vergine: quando Antares è al massimo appare leggermente più luminosa di Spica, mentre quando è al minimo quest'ultima è più brillante.
Fra le Mireidi la più appariscente è la RR Scorpii, che quando è al massimo è visibile anche ad occhio nudo; quando è al minimo scende fino alla dodicesima magnitudine; una variazione simile avviene nella RS Scorpii, la quale ha però un periodo leggermente più lungo.
Fra le variabili a eclisse spicca μ1 Scorpii: questa stella azzurra possiede una compagna talmente vicina ad essa che le loro superfici sono a contatto, deformandone l'aspetto; la variazione, dell'ordine di pochi decimi di magnitudine, è facilmente apprezzabile grazie alla vicinanza della stella μ2 Scorpii, poco meno luminosa e con cui fa coppia apparente.
| Principali stelle variabili |                                          |                                          |             |             |                  |                                  |
| Nome                        | Coordinate equatoriali all'epoca J2000.0 | Coordinate equatoriali all'epoca J2000.0 | Magnitudine | Magnitudine | Periodo (giorni) | Tipo                             |
| Nome                        | AR                                       | Dec                                      | Max.        | Min.        | Periodo (giorni) | Tipo                             |
| RR Scorpii                  | 16h 56m 38s                              | -30° 34′ 48″                             | 5,0         | 12,4        | 281,45           | Mireide                          |
| RS Scorpii                  | 16h 55m 38s                              | -45° 06′ 11″                             | 6,2         | 13          | 319,91           | Mireide                          |
| RT Scorpii                  | 17h 03m 33s                              | -36° 55′ 14″                             | 7,0         | 16,0        | 449,04           | Mireide                          |
| RV Scorpii                  | 16h 58m 20s                              | -33° 36′ 34″                             | 6,66        | 7,50        | 6,0613           | Cefeide                          |
| V453 Scorpii                | 17h 56m 16s                              | -32° 28′ 30″                             | 6,36        | 6,73        | 12,006           | Eclisse a contatto               |
| V636 Scorpii                | 17h 22m 46s                              | -45° 36′ 51″                             | 7,18        | 7,98        | 6,7966           | Cefeide                          |
| V856 Scorpii                | 16h 08m 34s                              | -39° 06′ 18″                             | 6,60        | 6,67        | -                | δ Scuti (Stella Ae/Be di Herbig) |
| V861 Scorpii                | 16h 56m 36s                              | -40° 49′ 24″                             | 6,07        | 6,40        | 7,8483           | Eclisse                          |
| V923 Scorpii                | 17h 03m 51s                              | -38° 09′ 09″                             | 5,86        | 6,24        | 34,827           | Eclisse                          |
| Antares                     | 16h 29m 24s                              | -26° 25′ 55″                             | 0,88        | 1,16        | -                | Irregolare pulsante              |
| ζ1 Scorpii                  | 16h 54m 00s                              | -42° 21′ 43″                             | 4,66        | 4,86        | -                | Irregolare                       |
| μ1 Scorpii                  | 16h 51m 52s                              | -38° 02′ 51″                             | 2,94        | 3,22        | -                | Eclisse a contatto               |

## Oggetti del profondo cielo

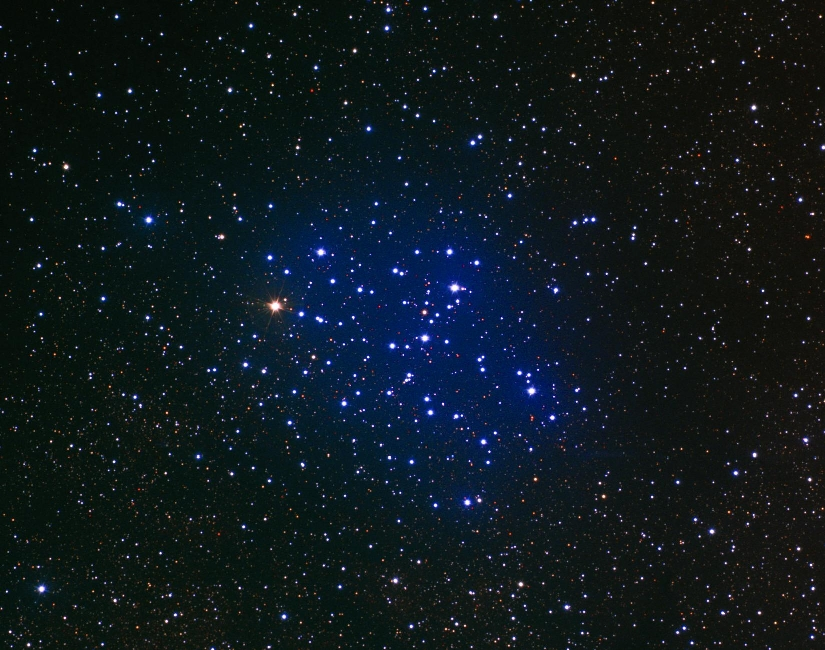
M6, uno degli ammassi aperti più brillanti della costellazione.

Grazie alla sua posizione sovrapposta alla Via Lattea, il cui centro ricade poco distante, questa costellazione comprende molti oggetti del profondo cielo galattici, concentrati in particolare nella parte sudorientale.
Tra gli ammassi aperti, uno dei più luminosi è M7; ben visibile anche ad occhio nudo, è formato da un gran numero di stelle a partire dalla sesta magnitudine, molto concentrato. Un binocolo lo risolve completamente in stelle. Un altro ammasso ben noto, a breve distanza, è l'Ammasso Farfalla, (M6), più piccolo del precedente, ma visibile anch'esso ad occhio nudo e risolvibile con facilità. Di grande importanza poi NGC 6231, posto nella parte più meridionale della costellazione, che risulta collegato anche ad altri ammassi aperti vicini, tutti visibili ad occhio nudo come un'unica macchia chiara allungata da nord-est a sud; si tratta in realtà di una vasta e brillante associazione OB, nota come Scorpius OB1, posta nel cuore del Braccio del Sagittario, il braccio di spirale galattico subito più interno al nostro. Un altro ammasso aperto di facile risoluzione, NGC 6124, si trova poco ad ovest di questo sistema, vicino al confine con il Regolo. Circa 2,5 gradi a est della coppia di μ Scorpii si trova NGC 6281, piuttosto appariscente e ben risolvibile anche con piccoli strumenti.
Tra gli ammassi globulari, spicca M4, visibile anche con un piccolo binocolo 1,5 gradi ad ovest di Antares: si tratta di uno dei globulari meno concentrati, ma anche uno dei più luminosi del cielo. M80 è un altro ammasso globulare, meno esteso in dimensioni apparenti, ma più concentrato, visibile pochi gradi più a nord. Fra gli altri ammassi globulari è famoso NGC 6441, situato talmente vicino alla stella G Scorpii da risultarne oscurato, nonostante sia un oggetto relativamente appariscente.
Tra le nebulose planetarie, la più brillante è la Nebulosa Farfalla (NGC 6302) una nebulosa bipolare dalla forma molto complessa.
Un grande complesso di nebulose diffuse circonda il gruppo di stelle della testa, da Graffias fino ad Antares; questo sistema, noto come IC 4606, si estende anche al di fuori dello Scorpione, andandosi a congiungere con un altro sistema di nebulose oscure ben visibili come macchie d'ombra sul chiarore della Via Lattea nella costellazione dell'Ofiuco.
| Principali oggetti non stellari |                                          |                                          |                     |             |                                        |                      |
| Nome                            | Coordinate equatoriali all'epoca J2000.0 | Coordinate equatoriali all'epoca J2000.0 | Tipo                | Magnitudine | Dimensioni apparenti (in primi d'arco) | Nome proprio         |
| Nome                            | AR                                       | Dec                                      | Tipo                | Magnitudine | Dimensioni apparenti (in primi d'arco) | Nome proprio         |
| M80                             | 16h 17m :                                | -22° 58′ :                               | Ammasso globulare   | 7,3         | 10                                     |                      |
| M4                              | 16h 23m 35.4s                            | -26° 31.5′ :                             | Ammasso globulare   | 5,6         | 36                                     |                      |
| IC 4606                         | 16h 29m :                                | -26° :                                   | Nebulosa diffusa    | 10:         | 60                                     | Nube di Antares      |
| NGC 6124                        | 16h 25m :                                | -40° 39′ :                               | Ammasso aperto      | 5,8         | 40                                     |                      |
| NGC 6192                        | 16h 40m :                                | -43° 22′ :                               | Ammasso aperto      | 8,5         | 9                                      |                      |
| NGC 6231                        | 16h 54m :                                | -41° 49′ :                               | Ammasso aperto      | 2,6         | 15                                     | Ammasso Falsa Cometa |
| NGC 6281                        | 17h 05m :                                | -37° 59′ :                               | Ammasso aperto      | 5,4         | 8                                      |                      |
| NGC 6302                        | 16h 13m 44s                              | -37° 06′ 16″                             | Nebulosa planetaria | 7,1         | 3                                      | Nebulosa Farfalla    |
| NGC 6322                        | 17h 18m :                                | -42° 56′ :                               | Ammasso aperto      | 6,0         | 10                                     |                      |
| NGC 6374                        | 17h 32m :                                | -32° 35′ :                               | Ammasso aperto      | 5,5         | 20                                     |                      |
| NGC 6388                        | 17h 16m :                                | -44° 44′ :                               | Ammasso globulare   | 6,7         | 6                                      |                      |
| M6                              | 17h 40m :                                | -32° 13′ :                               | Ammasso aperto      | 4,2         | 25                                     | Ammasso Farfalla     |
| NGC 6416                        | 17h 44m :                                | -32° 22′ :                               | Ammasso aperto      | 5,7         | 14                                     |                      |
| NGC 6441                        | 17h 50m :                                | -37° 03′ :                               | Ammasso globulare   | 7,2         | 10                                     |                      |
| M7                              | 17h 53m :                                | -34° 493′ :                              | Ammasso aperto      | 3,3         | 80                                     | Ammasso di Tolomeo   |

## Sistemi planetari
Lo Scorpione contiene alcune stelle con un sistema planetario conosciuto e molto remoto, alcune situate proprio nel bulge galattico; fra queste vi sono OGLE-2005-BLG-071L e OGLE-2005-BLG-390L, probabilmente delle nane rosse, la prima con un gigante gassoso e la seconda con una super Terra. PSR B1620-26 è invece una pulsar situata all'interno dell'ammasso globulare M4, che possiede un pianeta, soprannominato "Matusalemme", con una massa doppia rispetto a quella di Giove. Gliese 667 C invece si trova relativamente vicina alla Terra, e possiede due pianeti confermati e un terzo in attesa di conferma. Uno di questi pianeti, Gliese 667 Cc, si trova nella zona abitabile della stella, una nana rossa che fa parte di un sistema multiplo.
| Sistemi planetari  |                                          |                                          |             |                    |                              |
| Nome del sistema   | Coordinate equatoriali all'epoca J2000.0 | Coordinate equatoriali all'epoca J2000.0 | Magnitudine | Tipo di stella     | Numero di pianeti confermati |
| Nome del sistema   | AR                                       | Dec                                      | Magnitudine | Tipo di stella     | Numero di pianeti confermati |
| WASP-17            | 15h 59m 51s                              | -28° 03′ 42″                             | 11,59       | Nana bianco-gialla | 1 (b)                        |
| HD 145377          | 16h 11m 37s                              | -27° 04′ 41″                             | 8,12        | Nana gialla        | 1 (b)                        |
| HIP 79431          | 16h 12m 42s                              | -18° 52′ 38″                             | 11,34       | Nana rossa         | 1 (b)                        |
| PSR B1620-26       | 16h 23m 38s                              | -26° 31′ 54″                             | 21,30       | Pulsar             | 1 (b)                        |
| HD 147513          | 16h 24m 01s                              | -39° 11′ 35″                             | 5,37        | Nana gialla        | 1 (b)                        |
| HD 153950          | 17h 04m 31s                              | -43° 18′ 35″                             | 7,39        | Nana gialla        | 1 (b)                        |
| MOA-2008-BLG-310L  | 17h 05m 15s                              | -34° 46′ 41″                             | -           | Nana arancione     | 1 (b)                        |
| Gliese 667C        | 17h 18m 59s                              | -34° 59′ 48″                             | 10,22       | Nana rossa         | 2 (b, c)                     |
| HD 159868          | 17h 39m 00s                              | -43° 08′ 44″                             | 7,27        | Nana gialla        | 1 (b)                        |
| OGLE-2005-BLG-071L | 17h 50m 09s                              | -34° 40′ 23″                             | 19,5        | Nana rossa         | 1 (b)                        |
| OGLE-2005-BLG-390L | 17h 54m 19s                              | -30° 22′ 38″                             | 15,7        | Nana rossa         | 1 (b)                        |
| OGLE-2007-BLG-368L | 17h 56m 26s                              | -32° 14′ 15″                             | -           | Nana arancione     | 1 (b)                        |

## Storia e mitologia

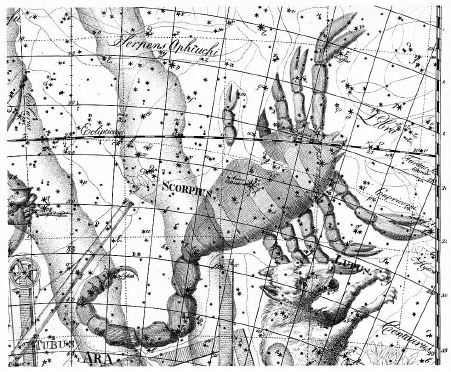
Lo Scorpione in Uranographia di Johann Bode. Il piede di Ofiuco si sovrappone a parte del suo corpo, al centro del quale c'è la stella rossa Antares. In questa carta Bode la chiama anche Calbalacrab, che in arabo vuol dire «il cuore dello scorpione».

«C'è un certo punto in cui lo scorpione con la sua coda e le chele ricurve si allunga su due segni dello zodiaco», disse Ovidio nelle Metamorphoses.
Originariamente, la parte di cielo che ci è nota come Bilancia era infatti occupata dalle chele dello Scorpione. I Greci chiamavano questa zona Chelai (in latino Chelae), che significa appunto «chele», una identificazione che perdura nei nomi delle singole stelle della Bilancia. Oggi, a separazione avvenuta, la Bilancia è una costellazione appena più grande dello Scorpione, ma molto meno visibile.
Ad esempio le consideravano come un'unica costellazione Igino nel Poeticon astronomicon o antichi greci come Eratostene di Cirene ne I Catasterismi. L'influenza di tale non separazione dei due segni zodiacali si trova riflessa in alcune raffigurazioni basate sulle opere astronomiche degli autori greci antichi.
Gemino, scrittore che fiorì verso l'80 a.C., fu il primo che distinse il settimo segno zodiacale, utilizzando il termine Zugos, tradotto poi da Cicerone come Jugum. Il termine Libra fu formalmente adottato dai Romani nel Calendario giuliano.
Nella mitologia questo è lo scorpione che punse a morte Orione il cacciatore, per quanto ci siano resoconti diversi riguardo alle circostanze in cui ciò avvenne. Eratostene ne offre due versioni. Nella sua descrizione dello Scorpione dice che Orione cercò di violentare Artemide, la dea della caccia, e che lei mandò lo scorpione a colpirlo, una versione che è sostenuta da Arato di Soli. Ma quando parla di Orione, Eratostene dice che la Terra mandò lo scorpione a pungere Orione dopo che lui si era vantato di potere uccidere qualsiasi animale selvaggio. Anche Igino riporta entrambe le storie. Arato dice che la morte di Orione avvenne sull'isola di Chio, ma Eratostene e Igino la fanno accadere a Creta.
In entrambi i casi, la morale è che Orione fu punito per la sua tracotanza. Sembra che questo sia uno dei miti greci più antichi e che la sua origine potrebbe derivare semplicemente dalla sua posizione nel cielo, dato che le due costellazioni sono sistemate una di fronte all'altra in modo che Orione tramonta mentre il suo conquistatore, lo scorpione, sorge. Ma in realtà la costellazione è molto più vecchia dei Greci stessi, poiché i Sumeri la conoscevano come GIR-TAB, lo Scorpione, più di 5000 anni fa.
Lo Scorpione effettivamente assomiglia a uno scorpione vero e proprio, soprattutto nel particolare della disposizione ricurva delle stelle che formano la coda, con il pungiglione sollevato pronto a colpire. Le vecchie carte celesti mostrano un piede di Ofiuco che goffamente si sovrappone al corpo dell'animale. Per inciso, il nome moderno usato dagli astronomi per questa costellazione è Scorpius, mentre gli astrologi usano quello antico di Scorpio.
La stella più brillante dello Scorpione è la stella brillante Antares, un nome che viene dal greco e significa «come Marte» (spesso tradotto «rivale di Marte») grazie al suo deciso colore rosso-arancione, simile a quello del pianeta Marte. Antares è una straordinaria stella supergigante, parecchie centinaia di volte più grande del Sole. Beta dello Scorpione si chiama Graffias, «chele» in latino. Questa stella è a volte chiamata Acrab, che in arabo vuol dire «scorpione». Delta dello Scorpione si chiama Dschubba, un nome strano, deformazione della parola araba che significa «fronte», con riferimento alla sua posizione nel centro della testa dello scorpione. Sulla punta della coda c'è Lambda dello Scorpione, di nome Shaula che in arabo significa «il pungiglione».

## Astrologia
A causa del fenomeno della precessione degli equinozi, non esiste più alcuna corrispondenza sulla volta celeste fra la costellazione astronomica dello Scorpione ed il relativo segno zodiacale, sebbene, secondo gli astrologi, le caratteristiche ascritte in astrologia al segno zodiacale corrispondente sarebbero in realtà relative al simbolismo della figura che le stelle nella volta celeste ritraggono, e non come erroneamente si pensa alla loro intrinseca posizione.